# Diocesi di Joliet
La diocesi di Joliet (in latino Dioecesis Joliettensis in Illinois) è una sede della Chiesa cattolica negli Stati Uniti d'America suffraganea dell'arcidiocesi di Chicago. Nel 2021 contava 630.855 battezzati su 1.950.678 abitanti. È retta dal vescovo Ronald Aldon Hicks.

## Territorio

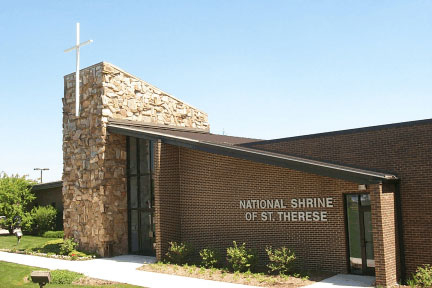
Il santuario nazionale di Santa Teresa a Darien.

La diocesi comprende 7 contee nella parte orientale dello stato americano dell'Illinois: DuPage, Kankakee, Will, Grundy, Ford, Iroquois e Kendall.
Sede vescovile è la città di Joliet, dove si trova la cattedrale di San Raimondo Nonnato (Cathedral of St. Raymond). Nel territorio sorgono anche due santuari nazionali: Santa Teresa (National Shrine of St. Therese) a Darien, e Santa Maria Immacolata, Regina dell'Universo (National Shrine of Mary Immaculate, Queen of Universe) a Lombard.
Il territorio si estende su 10.925 km² ed è suddiviso in 117 parrocchie.

## Storia
La diocesi è stata eretta l'11 dicembre 1948 con la bolla Ecclesiarum circumscriptiones di papa Pio XII, ricavandone il territorio dall'arcidiocesi di Chicago e dalle diocesi di Peoria e di Rockford.
Il 16 luglio 1951, con la lettera apostolica Non ita pridem, papa Pio XII ha proclamato San Francesco Saverio patrono principale della diocesi.

## Cronotassi dei vescovi
Si omettono i periodi di sede vacante non superiori ai 2 anni o non storicamente accertati.
- Martin Dewey McNamara † (17 dicembre 1948 - 23 maggio 1966 deceduto)
- Romeo Roy Blanchette † (19 luglio 1966 - 30 gennaio 1979 dimesso)
- Joseph Leopold Imesch † (30 giugno 1979 - 16 maggio 2006 ritirato)
- James Peter Sartain (16 maggio 2006 - 16 settembre 2010 nominato arcivescovo di Seattle)
- Robert Daniel Conlon (17 maggio 2011 - 4 maggio 2020 dimesso)[3]
- Ronald Aldon Hicks, dal 17 luglio 2020

## Statistiche
La diocesi nel 2021 su una popolazione di 1.950.678 persone contava 630.855 battezzati, corrispondenti al 32,3% del totale.
| anno | popolazione | popolazione | popolazione | presbiteri | presbiteri | presbiteri | presbiteri                | diaconi | religiosi | religiosi | parrocchie |
| anno | battezzati  | totale      | %           | numero     | secolari   | regolari   | battezzati per presbitero | diaconi | uomini    | donne     | parrocchie |
| ---- | ----------- | ----------- | ----------- | ---------- | ---------- | ---------- | ------------------------- | ------- | --------- | --------- | ---------- |
| 1949 | 90.544      | 355.573     | 25,5        | 213        | 83         | 130        | 425                       |         | 61        | 929       | 72         |
| 1965 | 275.000     | 810.000     | 34,0        | 418        | 174        | 244        | 657                       |         | 386       | 1.102     | 103        |
| 1970 | 310.820     | 925.000     | 33,6        | 432        | 171        | 261        | 719                       |         | 471       | 1.064     | 106        |
| 1976 | 374.000     | 1.060.000   | 35,3        | 379        | 195        | 184        | 986                       | 5       | 333       | 1.146     | 110        |
| 1980 | 411.000     | 1.191.000   | 34,5        | 394        | 192        | 202        | 1.043                     | 36      | 322       | 1.104     | 111        |
| 1990 | 445.000     | 1.321.000   | 33,7        | 356        | 197        | 159        | 1.250                     | 139     | 280       | 948       | 116        |
| 1999 | 538.078     | 1.494.978   | 36,0        | 303        | 197        | 106        | 1.775                     | 140     | 90        | 765       | 120        |
| 2000 | 571.742     | 1.494.978   | 38,2        | 285        | 183        | 102        | 2.006                     | 152     | 193       | 696       | 120        |
| 2001 | 591.706     | 1.609.740   | 36,8        | 280        | 179        | 101        | 2.113                     | 152     | 193       | 669       | 120        |
| 2002 | 609.252     | 1.647.914   | 37,0        | 298        | 189        | 109        | 2.044                     | 174     | 196       | 655       | 120        |
| 2003 | 620.363     | 1.694.173   | 36,6        | 304        | 184        | 120        | 2.040                     | 171     | 206       | 652       | 122        |
| 2004 | 625.189     | 1.734.304   | 36,0        | 295        | 182        | 113        | 2.119                     | 171     | 189       | 631       | 122        |
| 2006 | 655.051     | 1.808.308   | 36,2        | 293        | 182        | 111        | 2.235                     | 99      | 183       | 593       | 121        |
| 2010 | 655.415     | 1.904.000   | 34,4        | 283        | 173        | 110        | 2.315                     | 209     | 173       | 496       | 120        |
| 2013 | 668.000     | 1.947.000   | 34,3        | 288        | 174        | 114        | 2.319                     | 211     | 166       | 467       | 120        |
| 2015 | 604.045     | 1.939.465   | 31,1        | 283        | 173        | 110        | 2.134                     | 214     | 159       | 437       | 120        |
| 2016 | 600.836     | 1.916.531   | 31,4        | 280        | 169        | 111        | 2.145                     | 208     | 168       | 428       | 119        |
| 2019 | 628.230     | 1.945.547   | 32,3        | 265        | 168        | 97         | 2.370                     | 246     | 143       | 366       | 117        |
| 2021 | 630.855     | 1.950.678   | 32,3        | 251        | 161        | 90         | 2.513                     | 218     | 138       | 370       | 118        |